# Хойслинген
Хойслинген (нем. Häuslingen) — община в Германии, в земле Нижняя Саксония.

## География
Входит в состав района Зольтау-Фаллингбостель. Подчиняется управлению Ретем/Аллер. Занимает площадь 13,58 км².
Коммуна подразделяется на 2 сельских округа.

## История
Впервые село было упомянуто в 1220 году как «Хухелем» (нем. Huchelem). 
В 1905 году на территории села происходило бурение для добычи калия, который был обнаружен на 200 м ниже поверхности земли. Строительство шахты началось в 1911 году, добыча калия началось в 1912 году.

## Население
Население составляет 884 человека (на 31 декабря 2010 года). 

## Культура и достопримечательности
- Вилла директора коммуны в начале Хойслингена.
- Мемориал установлен посреди общины.
- Вокруг бывшего вокзала построены одинаковые постройки калийной эпохи с белыми стенами и мансардными крышами.